# Hallumerhoek
Hallumerhoek (Fries: Hallumerhoeke) is een buurtschap annex gehucht in de gemeente Noardeast-Fryslân in de Nederlandse provincie Friesland

## Beschrijving
Hallumerhoek ligt ten westen van het dorp Hallum, waar het qua postcode onder valt. De meeste bebouwing bevindt zich rond de kruising van de ''Hoge Herenweg'' met de ''Doniaweg'', aan de Mariëngaarderweg. In de buurtschap bevinden zich enkele huisterpen.

## Geschiedenis
De buurtschap Hallumerhoek werd in de 18e eeuw vermeld op kaarten en vanaf de 19e eeuw in de spelling Hallumerhoek.

## Klooster
Aan de zuidzijde van Hallumerhoek was vroeger het klooster Mariëngaarde gevestigd. Dit was in 1163 gebouwd en werd in 1738 afgebroken. Het terrein was daarna een tijd onbewoond. Op de plek van het klooster is later een boerderij met dezelfde naam gebouwd. Aan de weg staat een informatiepaneel en halverwege de oprijlaan bevindt zich een stenen monument, gemaakt van enkele restanten van het klooster. Dit fungeert tevens als stempelpost (kloosterstempel) voor deelnemers aan het Jabikspaad.

## Afbeeldingen

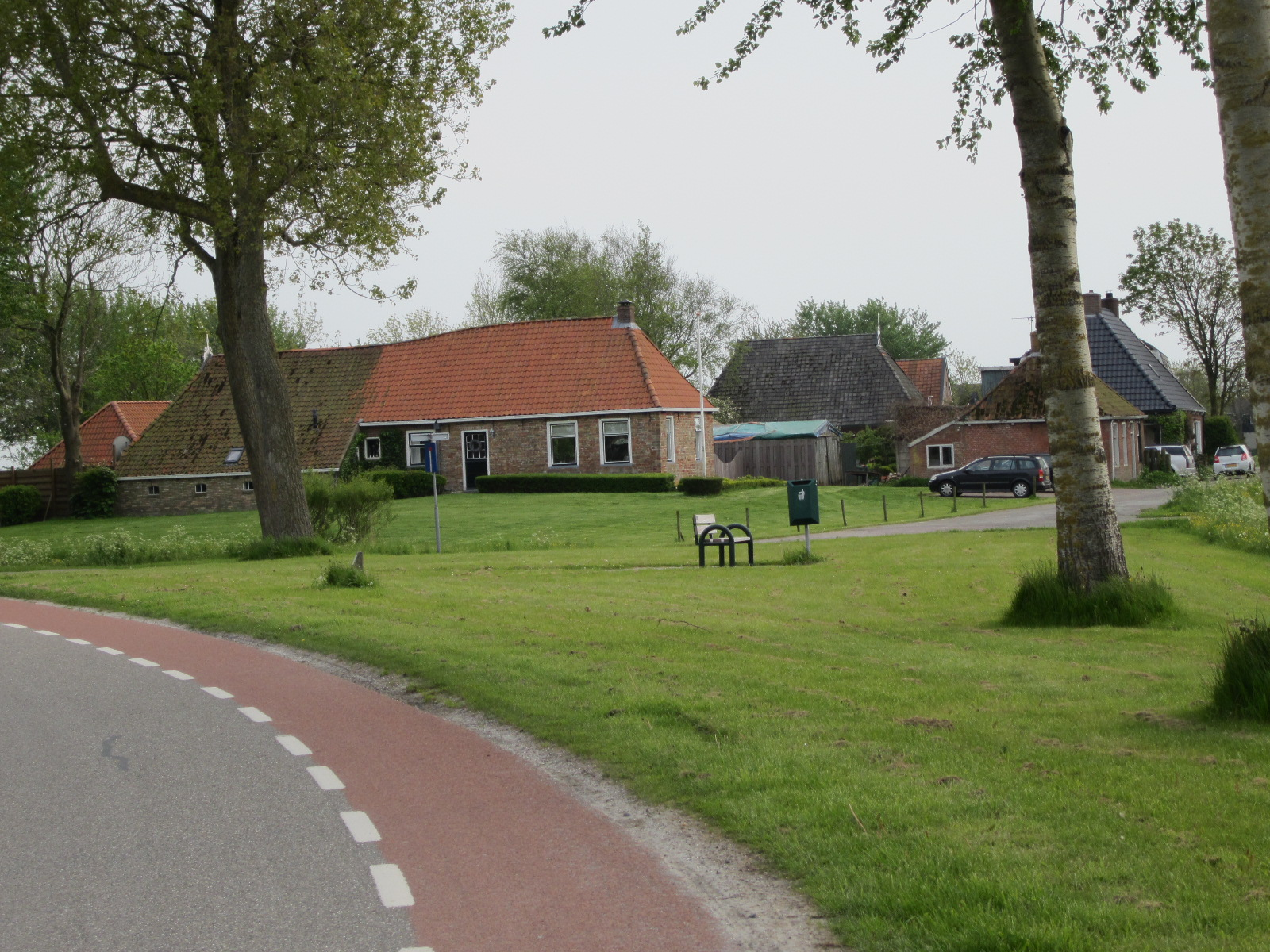
De Hoge Herenweg (2012)
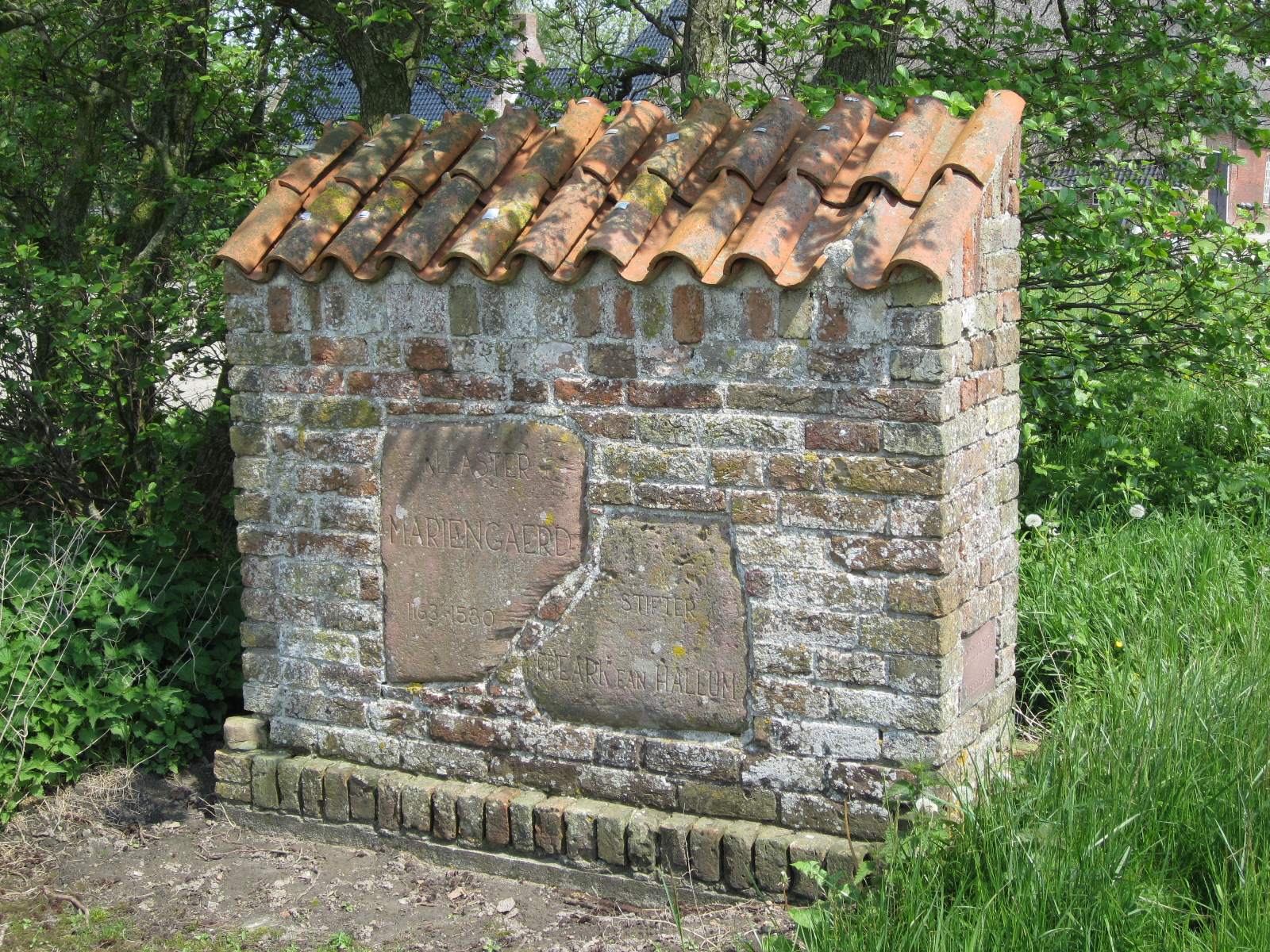
Monument Mariëngaarde (2012)